# Wereldkampioenschappen judo 1979
De Wereldkampioenschappen judo 1979 was de 10de editie van de Wereldkampioenschappen judo, en werd gehouden in Parijs, Frankrijk van 6 december 1979 tot en met 9 december 1979

## Medaillewinnaars

### Mannen
| Gewichtsklasse | Goud                | Zilver               | Brons                            |
| -------------- | ------------------- | -------------------- | -------------------------------- |
| -60 kg         | Thierry Rey         | Woo Jong Koa         | Felice Mariani Yasuhiko Moriwaki |
| -65 kg         | Nikolaj Solodoechin | Yves Delvingt        | Janusz Pawlowski Kyosuke Sahara  |
| -71 kg         | Kiyoto Katsuki      | Ezio Gamba           | Neil Adams Tamaz Namgalauri      |
| -78 kg         | Shozo Fujii         | Bernard Tchoullouyan | Harald Heinke Young Chul Park    |
| -86 kg         | Detlef Ultsch       | Michel Sanchis       | Walter Carmona Masao Takahashi   |
| -95 kg         | Tengis Sjubuluri    | Robert Van de Walle  | Gunther Neureuther Henk Numan    |
| +95 kg         | Yasuhiro Yamashita  | Jean-Luc Rougé       | Jae Ki Cho Imre Varga            |
| Open           | Sumio Endo          | Vitali Kusnetnov     | Radomir Kovacevic Jean-Luc Rougé |

## Medaillespiegel
| Plaats | Land                           | Goud | Zilver | Brons | Totaal |
| 1      | Japan                          | 4    | 0      | 3     | 7      |
| 2      | Sovjet-Unie                    | 2    | 1      | 1     | 4      |
| 3      | Frankrijk                      | 1    | 4      | 1     | 6      |
| 4      | Duitse Democratische Republiek | 1    | 0      | 1     | 2      |
| 5      | Zuid-Korea                     | 0    | 1      | 2     | 3      |
| 6      | Italië                         | 0    | 1      | 1     | 2      |
| 7      | België                         | 0    | 1      | 0     | 1      |
| 8      | Polen                          | 0    | 0      | 1     | 1      |
| 8      | Verenigd Koninkrijk            | 0    | 0      | 1     | 1      |
| 8      | Brazilië                       | 0    | 0      | 1     | 1      |
| 8      | West-Duitsland                 | 0    | 0      | 1     | 1      |
| 8      | Nederland                      | 0    | 0      | 1     | 1      |
| 8      | Hongarije                      | 0    | 0      | 1     | 1      |
| 8      | Joegoslavië                    | 0    | 0      | 1     | 1      |
| Totaal | Totaal                         | 8    | 8      | 16    | 32     |